# Orapa United FC
Der Orapa United Football Club ist ein Fußballverein in Orapa, Botswana. Aktuell spielt der Verein in der höchsten Liga des Landes, der Botswana Premier League.

## Erfolge
- Botswanischer Pokalsieger: 2019
- Botswana First Division North: 2012/13
- Mascom Top 8 Cup: 2016, 2020

## Stadion
Der Verein trägt seine Heimspiele im Itekeng Stadium in Orapa aus. Das Stadion hat ein Fassungsvermögen von 5000 Personen.

## Trainerchronik
| Trainer             | Nation     | von              | bis           |
| ------------------- | ---------- | ---------------- | ------------- |
| Tomas Trucha        | Tschechien | 1. Dezember 2018 | 31. März 2019 |
| Phillimon Makwengwe | Botswana   | Oktober 2021     |               |